# Movimiento de sentadas
El movimiento de sentadas, campaña de sentadas o movimiento de sentadas estudiantiles (del inglés sit-in movement) fue una ola de protestas denominadas sentadas que siguió a las sentadas de Greensboro del 1 de febrero de 1960, lideradas por estudiantes del Instituto Agrícola y Técnico de Carolina del Norte (A&T). El movimiento de sentadas empleó la táctica de la acción directa no violenta y fue un acontecimiento fundamental durante el Movimiento por los derechos civiles en Estados Unidos.
Los estudiantes universitarios afroamericanos que asisten a colegios y universidades históricamente negros en los Estados Unidos impulsaron el movimiento de sentadas en todo el país. A partir de esto, muchos estudiantes siguieron el ejemplo, ya que estas acciones proporcionaron una poderosa herramienta que los estudiantes podían usar para atraer la atención. En Baltimore, los estudiantes aprovecharon esto en 1960 cuando muchos se esforzaron por desegregar los restaurantes de los grandes almacenes, lo que tuvo éxito y duró unas tres semanas. Éste fue un pequeño papel que jugó Baltimore en el movimiento por los derechos civiles de la década de 1960. La ciudad facilitó los movimientos sociales cuando las compañías de autobuses y taxis contrataron a afroamericanos entre 1951 y 1952. Las sentadas también se realizaron en instalaciones segregadas de la ciudad de Oklahoma entre 1958 y 1964.
Los estudiantes del Morgan State College en Baltimore, Maryland, realizaron con éxito sentadas y otras tácticas de protesta de acción directa contra los mostradores de comida de la ciudad desde al menos 1953. Una importante sentada de estudiantes que tuvo éxito ocurrió en 1955 en la farmacia Read's. A pesar de que también fue liderada por estudiantes y tuvo como resultado el fin de la segregación en el mostrador de comida de una tienda, la sentada en Read's Drug Store no recibiría el mismo nivel de atención que luego se le dio a las sentadas de Greensboro. Dos sentadas en restaurantes que tuvieron lugar en Wichita, Kansas y Oklahoma City, Oklahoma, en 1958 también resultaron exitosas y emplearon tácticas que de hecho eran similares a las futuras sentadas de Greensboro. El capítulo local del Congreso de Igualdad Racial tuvo un éxito similar. Al ser testigos de la visibilidad sin precedentes que los medios de comunicación dominantes, de orientación blanca, dieron a las sentadas de 1960 en Greensboro, Carolina del Norte, los estudiantes de Morgan (y otros, incluidos los de la Universidad Johns Hopkins) continuaron las campañas de sentadas que ya estaban en marcha en los restaurantes de los grandes almacenes cercanos a su campus. Hubo un apoyo masivo de la comunidad a los esfuerzos de los estudiantes, pero más importante aún, la participación y el apoyo de los blancos crecieron a favor de la desegregación de los restaurantes de los grandes almacenes.

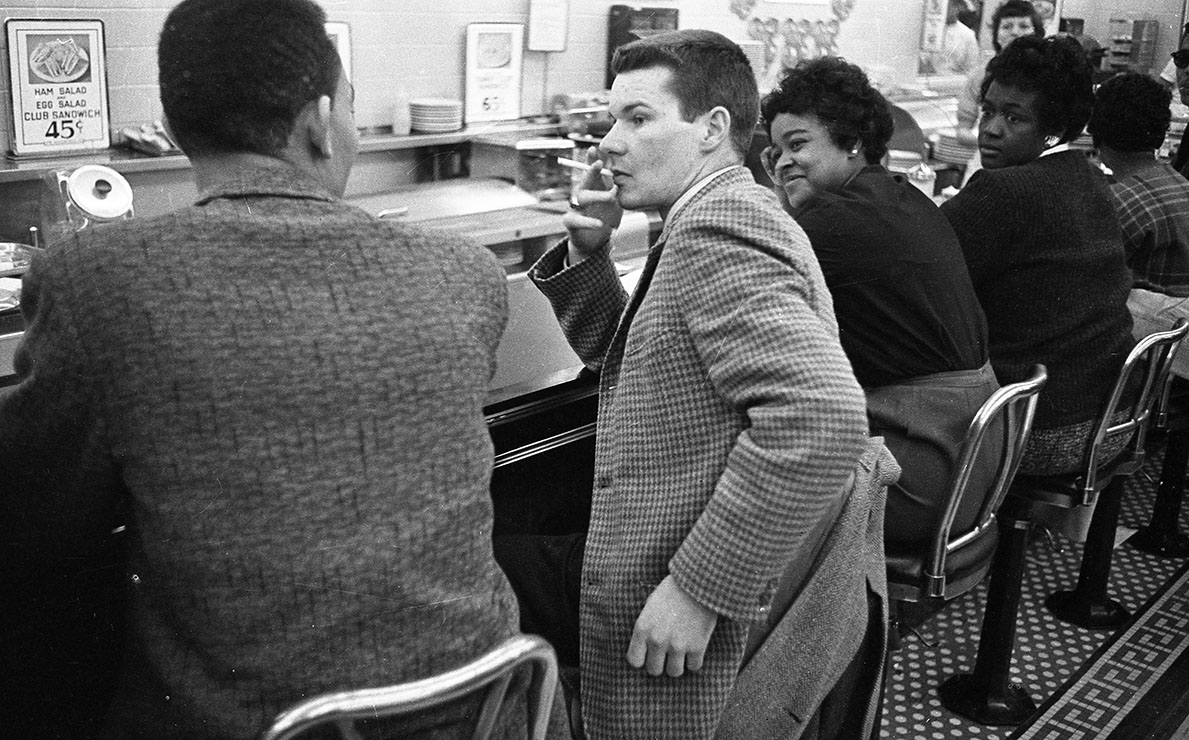
Imagen adicional de manifestantes por los derechos civiles realizando una sentada en un Woolworth's en Durham, Carolina del Norte, el 10 de febrero de 1960.

Las sentadas fueron, por mucho, más destacadas en la década de 1960, sin embargo, siguieron siendo una táctica útil en el movimiento por los derechos civiles en los años siguientes. En febrero de 1961, los estudiantes del Friendship Junior College en Rock Hill, Carolina del Sur, organizaron una sentada en un mostrador de comida segregado. Los estudiantes fueron arrestados y se negaron a pagar la fianza. Esto fue parte de su estrategia de "cárcel sin fianza", pero en lugar de eso decidieron cumplir una pena de prisión como demostración de su compromiso con el movimiento por los derechos civiles.
Un acontecimiento importante adicional en el proceso de concesión de derechos civiles fueron las sentadas que ocurrieron en Albany, Georgia, que comenzaron en diciembre de 1961. Utilizaron, además de las sentadas, boicots y marchas para lograr su objetivo de poner fin a la segregación en las instalaciones públicas. Los Viajes por la Libertad de 1961 también jugaron un papel crucial, con activistas. Participando en sentadas en terminales de autobuses segregadas en todo el sur para desafiar la segregación en el transporte interestatal. Esta y otras acciones enérgicas ayudaron a generar impulso y más adelante condujeron a la eliminación de las leyes de segregación en los Estados Unidos.
Las sentadas en Greensboro revitalizaron los movimientos por los derechos civiles en Estados Unidos, reforzando el éxito de otras formas de protesta, como el boicot a los autobuses de Montgomery, que había demostrado con qué eficacia una masa de gente podía cambiar las opiniones públicas y las políticas gubernamentales.

## Lista de sentadas

### Precursores del movimiento de sentadas
| Fecha de inicio      | Sentada                                | Ubicación                | Ref.          | Notas      |
| -------------------- | -------------------------------------- | ------------------------ | ------------- | ---------- |
| 21 de agosto de 1939 | Sentada en la Biblioteca de Alexandria | Alexandria, Virginia     | [ 14 ] [ 15 ] | [ note 1 ] |
| 1943                 | Chicago                                | Chicago, Illinois        | [ 16 ]        | [ note 2 ] |
| Julio de 1948        | Des Moines Katz Drugstore protests     | Des Moines, Iowa         | [ 17 ]        |            |
| 1953                 | Baltimore                              | Baltimore, Maryland      |               |            |
| 1954                 | Dresden                                | Dresden, Ontario, Canada | [ 18 ]        |            |
| 20 de enero e 1955   | Read's Drug Store                      | Baltimore, Maryland      | [ 19 ] [ 20 ] | [ note 3 ] |
| 23 de junio de 1957  | Royal Ice Cream sit-in                 | Durham, North Carolina   | [ 21 ]        | [ note 4 ] |
| 19 de julio de 1958  | Dockum Drug Store sit-in               | Wichita, Kansas          | [ 22 ]        |            |
| 19 de agosto de 1958 | Katz Drug Store sit-in                 | Oklahoma City, Oklahoma  | [ 23 ] [ 22 ] | [ note 5 ] |
| 1959                 | Miami                                  | Miami, Florida           |               |            |

### Comenzando con las sentadas en Greensboro
| Fecha de inicio (1960) | Sentada            | Estudiantes de la universidad                                                                    | Estado         | Ref.                 | Notas       |
| ---------------------- | ------------------ | ------------------------------------------------------------------------------------------------ | -------------- | -------------------- | ----------- |
| 1 de febrero           | Greensboro sit-ins | North Carolina A&T State University                                                              | North Carolina | [ 24 ] [ 25 ]        |             |
| 8 de febrero           | Durham             | North Carolina College                                                                           | North Carolina | [ 25 ]               |             |
| 8 de febrero           | Fayetteville       | Fayetteville State Teachers College                                                              | North Carolina | [ 25 ]               |             |
| 8 de febrero           | Winston-Salem      | Winston-Salem Teachers College                                                                   | North Carolina | [ 25 ]               |             |
| 9 de febrero           | Charlotte          | Johnson C. Smith University                                                                      | North Carolina | [ 25 ]               |             |
| 9 de febrero           | Concord            | Barber–Scotia College                                                                            | North Carolina | [ 25 ]               |             |
| 9 de febrero           | Elizabeth City     | Elizabeth City State Teachers College                                                            | North Carolina | [ 25 ]               |             |
| 9 de febrero           | Henderson          |                                                                                                  | North Carolina | [ 25 ]               |             |
| 9 de febrero           | High Point         |                                                                                                  | North Carolina | [ 25 ]               |             |
| 10 de febrero          | Raleigh            | Saint Augustine's College                                                                        | North Carolina | [ 25 ]               |             |
| 10 de febrero          | Raleigh            | Shaw University                                                                                  | North Carolina | [ 25 ]               |             |
| 11 de febrero          | Hampton            | Hampton University                                                                               | Virginia       | [ 25 ]               |             |
| 11 de febrero          | Portsmouth         |                                                                                                  | Virginia       | [ 25 ]               |             |
| 11 de febrero          | High Point         | William Penn High School                                                                         | North Carolina | [ 26 ]               |             |
| 12 de febrero          | Rock Hill          | Clinton Junior College                                                                           | South Carolina | [ 25 ]               |             |
| 12 de febrero          | Norfolk            |                                                                                                  | Virginia       | [ 25 ] [ 27 ]        |             |
| 13 de febrero          | Nashville sit-ins  | Fisk University                                                                                  | Tennessee      | [ 25 ]               | [ note 6 ]  |
| 13 de febrero          | Tallahassee        | Florida A&M University                                                                           | Florida        | [ 25 ] [ 28 ]        |             |
| 13 de febrero          | Tallahassee        | Florida State University                                                                         | Florida        | [ 25 ] [ 28 ]        |             |
| 14 de febrero          | Sumter             | Morris College                                                                                   | South Carolina | [ 25 ]               |             |
| 16 de febrero          | Salisbury          | Livingstone College                                                                              | North Carolina | [ 25 ]               |             |
| 17 de febrero          | Chapel Hill        |                                                                                                  | North Carolina | [ 25 ]               |             |
| 18 de febrero          | Charleston         |                                                                                                  | South Carolina | [ 25 ]               |             |
| 18 de febrero          | Shelby             |                                                                                                  | North Carolina | [ 25 ]               |             |
| 19 de febrero          | Chattanooga        |                                                                                                  | Tennessee      | [ 25 ] [ 29 ]        |             |
| 20 de febrero          | Richmond           | Virginia Union University                                                                        | Virginia       | [ 25 ] [ 30 ]        | [ note 7 ]  |
| 22 de febrero          | Baltimore          | Coppin State Teachers College                                                                    | Maryland       | [ 25 ]               |             |
| 22 de febrero          | Frankfort          | State Normal School for Colored Persons                                                          | Kentucky       | [ 25 ]               |             |
| 25 de febrero          | Montgomery         | Alabama State College                                                                            | Alabama        | [ 25 ]               | [ note 8 ]  |
| 25 de febrero          | Orangeburg         | Claflin College                                                                                  | South Carolina | [ 25 ]               |             |
| 26 de febrero          | Lexington          |                                                                                                  | Kentucky       | [ 25 ]               |             |
| 26 de febrero          | Petersburg         | Virginia State College                                                                           | Virginia       | [ 25 ]               |             |
| 26 de febrero          | Tuskegee           | Tuskegee Institute                                                                               | Alabama        | [ 25 ]               |             |
| 27 de febrero          | Tampa              |                                                                                                  | Florida        | [ 25 ]               |             |
| 2 de marzo             | Columbia           | Allen University                                                                                 | South Carolina | [ 25 ]               |             |
| 2 de marzo             | Columbia           | Benedict College                                                                                 | South Carolina | [ 25 ]               |             |
| 2 de marzo             | Daytona Beach      | Bethune–Cookman College                                                                          | Florida        | [ 25 ]               |             |
| 2 de marzo             | St. Petersburg     |                                                                                                  | Florida        | [ 25 ]               |             |
| 4 de marzo             | Houston            | Texas Southern University                                                                        | Texas          | [ 25 ] [ 31 ]        | [ note 9 ]  |
| 4 de marzo             | Miami              | Florida Memorial College                                                                         | Florida        | [ 25 ]               |             |
| 7 de marzo             | Knoxville          | Knoxville College                                                                                | Tennessee      | [ 25 ] [ 35 ] [ 36 ] |             |
| 8 de marzo             | New Orleans        | Dillard University                                                                               | Louisiana      | [ 25 ]               |             |
| 8 de marzo             | New Orleans        | Southern University                                                                              | Louisiana      | [ 25 ]               |             |
| 10 de marzo            | Little Rock        | Arkansas Baptist College                                                                         | Arkansas       | [ 25 ]               |             |
| 11 de marzo            | Austin             | Huston–Tillotson College                                                                         | Texas          | [ 25 ]               |             |
| 11 de marzo            | Galveston          |                                                                                                  | Texas          | [ 25 ]               |             |
| 12 de marzo            | Jacksonville       | Edward Waters College                                                                            | Florida        | [ 25 ]               |             |
| 13 de marzo            | San Antonio        |                                                                                                  | Texas          | [ 25 ]               |             |
| 15 de marzo            | Atlanta sit-ins    | Clark College                                                                                    | Georgia        | [ 25 ] [ 37 ]        | [ note 10 ] |
| 15 de marzo            | Atlanta sit-ins    | Morehouse College                                                                                | Georgia        | [ 25 ] [ 37 ]        | [ note 10 ] |
| 15 de marzo            | Atlanta sit-ins    | Morris Brown College                                                                             | Georgia        | [ 25 ] [ 37 ]        | [ note 10 ] |
| 15 de marzo            | Atlanta sit-ins    | Spelman College                                                                                  | Georgia        | [ 25 ] [ 37 ]        | [ note 10 ] |
| 15 de marzo            | Orangeburg         | South Carolina State University                                                                  | South Carolina | [ 38 ]               | [ note 11 ] |
| 15 de marzo            | Orangeburg         | Claflin College                                                                                  | South Carolina | [ 38 ]               | [ note 11 ] |
| 15 de marzo            | Corpus Christi     |                                                                                                  | Texas          | [ 25 ]               |             |
| 15 de marzo            | St. Augustine      |                                                                                                  | Florida        | [ 25 ]               |             |
| 15 de marzo            | Statesville        |                                                                                                  | North Carolina | [ 25 ]               |             |
| 16 de marzo            | Savannah           | Savannah State College                                                                           | Georgia        | [ 25 ]               |             |
| 17 de marzo            | New Bern           |                                                                                                  | North Carolina | [ 25 ]               |             |
| 19 de marzo            | Memphis            | Owen Junior College                                                                              | Tennessee      | [ 25 ]               |             |
| 19 de marzo            | Wilmington         |                                                                                                  | North Carolina | [ 25 ]               |             |
| 19 de marzo            | Arlington          |                                                                                                  | Virginia       | [ 25 ]               |             |
| 26 de marzo            | Lynchburg          | Randolph-Macon Woman's College; Lynchburg College; and Virginia Theological Seminary and College | Virginia       | [ 25 ] [ 39 ]        |             |
| 28 de marzo            | Baton Rouge        | Southern University                                                                              | Louisiana      | [ 25 ]               | [ note 12 ] |
| 28 de marzo            | New Orleans        | Xavier University                                                                                | Louisiana      | [ 25 ]               |             |
| 29 de marzo            | Marshall           | Wiley College                                                                                    | Texas          | [ 25 ] [ 40 ]        |             |
| 31 de marzo            | Birmingham         | Wenonah State Technical Institute                                                                | Alabama        | [ 25 ]               |             |
| 31 de marzo            | Birmingham         | Miles College                                                                                    | Alabama        | [ 25 ]               |             |
| 2 de abril             | Danville           |                                                                                                  | Virginia       | [ 25 ]               |             |
| 4 de abril             | Darlington         |                                                                                                  | South Carolina | [ 25 ]               |             |
| 9 de abril             | Augusta            | Paine College                                                                                    | Georgia        | [ 25 ]               |             |
| 12 de abril            | Norfolk            | Virginia State College (Norfolk Division)                                                        | Virginia       | [ 25 ]               |             |
| 17 de abril            | Biloxi             |                                                                                                  | Mississippi    | [ 25 ]               |             |
| 23 de abril            | Starkville         |                                                                                                  | Mississippi    | [ 25 ]               |             |
| 24 de abril            | Charleston         | Burke High School                                                                                | South Carolina | [ 25 ] [ 41 ]        | [ note 13 ] |
| 28 de abril            | Dallas             | Paul Quinn College                                                                               | Texas          | [ 25 ]               |             |
| 17 de junio            | Baltimore          |                                                                                                  | Maryland       | [ 25 ] [ 42 ]        | [ note 14 ] |

### Sentadas relacionadas posteriores a 1960
| Fecha                    | Sentada(s)                   | Ubicación          |               | Notas       |
| ------------------------ | ---------------------------- | ------------------ | ------------- | ----------- |
| 11 de septiembre de 1960 | El Charro Mexican Restaurant | Flagstaff, Arizona | [ 44 ]        |             |
| 31 de enero de 1961      | Rock Hill                    | Carolina del Sur   |               | [ note 15 ] |
| 1962                     |                              | Sewanee, Tennessee |               | [ note 16 ] |
| 28 de mayo de 1963       | Woolworth's                  | Jackson, Misisipi  | [ 46 ] [ 47 ] | [ note 17 ] |
| 7 de marzo de 1964       | Biblioteca Regional Audubon  | Clinton, Luisiana  | [ 48 ]        | [ note 18 ] |

### Libros
- Carson, Clayborne (1981). In Struggle: SNCC and the Black Awakening of the 1960s. Harvard University Press. ISBN 9780674447271.
- Meier, August; Rudwick, Elliott M. (1975). CORE: A Study in the Civil Rights Movement, 1942–1968. University of Illinois Press. ISBN 9780252005671.
- Morgan, Iwan W.; Davies, Philip (2012). From Sit-ins to SNCC: The Student Civil Rights Movement in the 1960s. University Press of Florida. ISBN 9780813041513.
- Oppenheimer, Martin (1989). The Sit-In Movement of 1960. Carlson Publishing. ISBN 9780926019102.
- Schmidt, Christopher W. (2018). The Sit-Ins: Protest and Legal Change in the Civil Rights Era. University of Chicago Press. ISBN 9780226522449.
- Terry, David Taft (2019). The Struggle and the Urban South. University of Georgia Press. ISBN 9780820355078.

### Artículos
- Ervin, Brad (March 2007). «Result or Reason: The Supreme Court and the Sit-In Cases». Virginia Law Review 93 (1): 181-233.
- Gilbert, Martin G. (Summer 1963). «Theories of State Action as Applied to the Sit-in Cases». Arkansas Law Review 17: 147-.
- «Hamm v. City of Rock Hill: Out of the Frying Pan». Ohio State Law Journal 26 (4): 659-678. 1965.
- Lewis, Thomas P. (1963). «The Sit-in Cases: Great Expectations». The Supreme Court Review 1963: 101-151. doi:10.1086/scr.1963.3108730.
- Morris, Aldon (December 1981). «Black Southern Student Sit-in Movement: An Analysis of Internal Organization». American Sociological Review 46 (6): 744-767. doi:10.2307/2095077. Archivado desde el original el 7 de agosto de 2020.
- Paulsen, Monrad G. (1964). «The Sit-in Cases of 1964: "But Answer Came There None"». Supreme Court Review 1964: 137-. doi:10.1086/scr.1964.3108696.
- Pollitt, Daniel H. (1960). «Dime Store Demonstrations: Events and Legal Problems of First Sixty Days». Duke Law Journal 9 (1): 315-365. doi:10.2307/1371082.
- Riva, Sarah (Autumn 2012). «Desegregating Downtown Little Rock: The Field Reports of SNCC's Bill Hansen, October 23 to December 3, 1962». The Arkansas Historical Quarterly 71 (3): 264-282.
- Schmidt, Christopher W. (2010). «The Sit-Ins and the State Action Doctrine». William & Mary Bill of Rights Journal 18 (3): 767-829.
- Schmidt, Christopher W. (1 de febrero de 2015). «Divided by Law: The Sit-Ins and the Role of the Courts in the Civil Rights Movement». Law and History Review 33 (1): 93-149. doi:10.1017/S0738248014000509.
- Schmidt, Christopher W. (Spring 2017). «Why the 1960 Lunch Counter Sit-Ins Worked: A Case Study of Law and Social Movement Mobilization». Indiana Journal of Law and Social Equality 5 (2): 281-300.
- Walters, Ronald (February 1993). «Standing Up in America's Heartland: Sitting in Before Greensboro». American Visions 8 (1): 20-23.